# Дягилевка (Алтайский край)
Дягилевка — упразднённое село в Немецком национальном районе Алтайского края. Упразднено в 1970 г, население переселено в село Полевое.

## География
Село располагалось в 3 км к юго-востоку от села Полевое.

## История
Основано в 1908 году, немцами переселенцами из Причерноморья. До 1917 года менонитское село Орловской волости Барнаульского уезда Томской губернии. Меннонитская община Гринфельд и Орлово-Шензе. После революции в составе Орловского сельсовета. С 1953 в составе Полевского. В 1931 г. организован колхоз «Свободный труд». С 1953 г. отделение колхоза им. Тельмана. В 1970 г. жители переселены на центральную усадьбу в село Полевое.

## Население[2]
| год     | 1911 | 1926 |
| ------- | ---- | ---- |
| человек | 128  | 171  |